# Vitteaux
Vitteaux es una comuna francesa situada en el departamento de Côte-d'Or, en la región de Borgoña-Franco Condado.

## Geografía
Atravesado por el río Brenne, Vitteaux es el municipio más poblado del distrito. Está ubicado a los pies de la meseta Myard.

## Historia
Excavaciones arqueológicas en Vitteaux atestiguan la presencia humana en la zona desde hace 6.000 años. Son numerosos los restos encontrados de la época galo-romana. Pero sobre todo la localidad conserva vestigios de fortificaciones y bellas casas medievales y del Renacimiento, agrupadas en torno a los Halles Vitteaux, del siglo XIII.

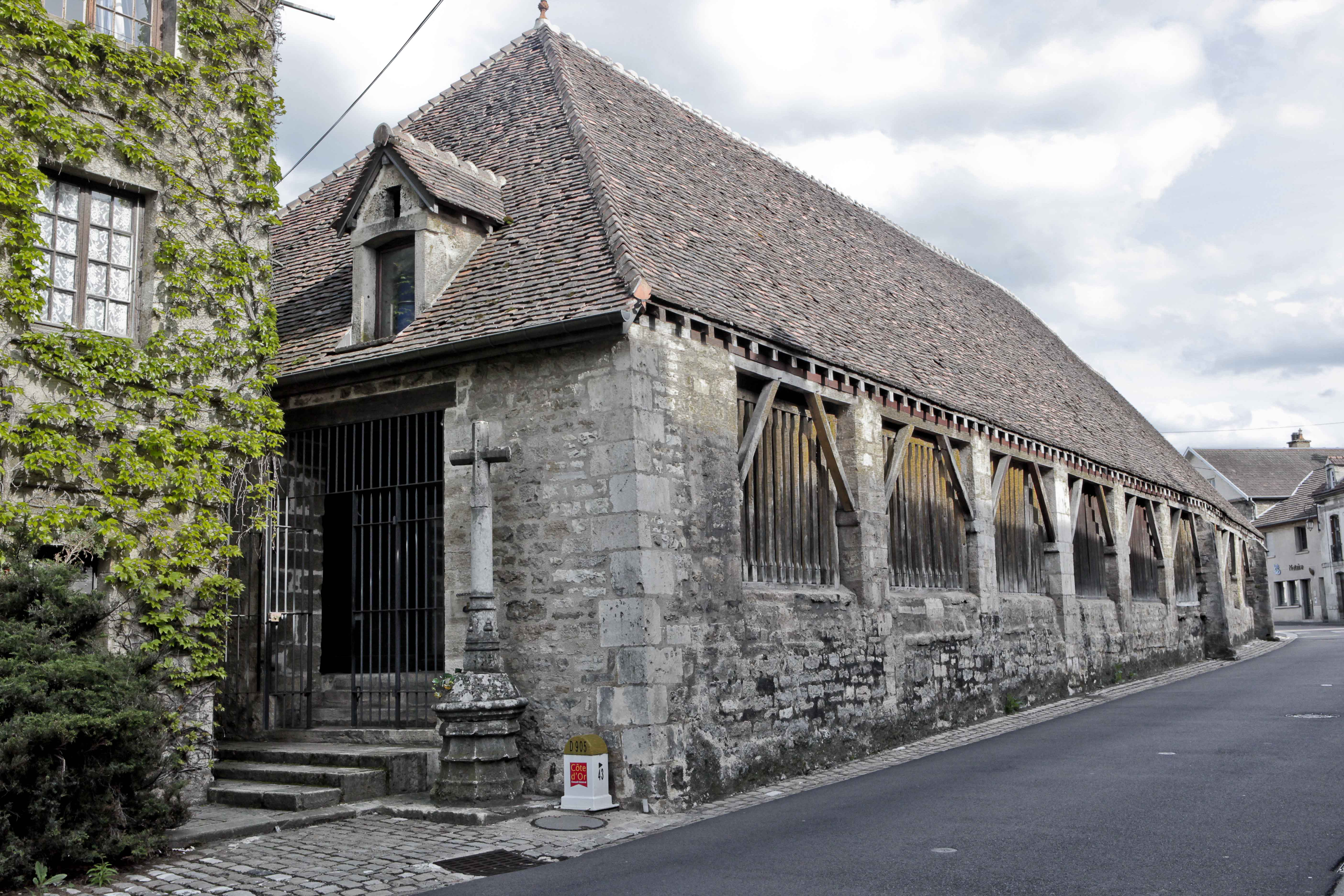
Halles Vitteaux, monumento histórico de Francia

## Demografía

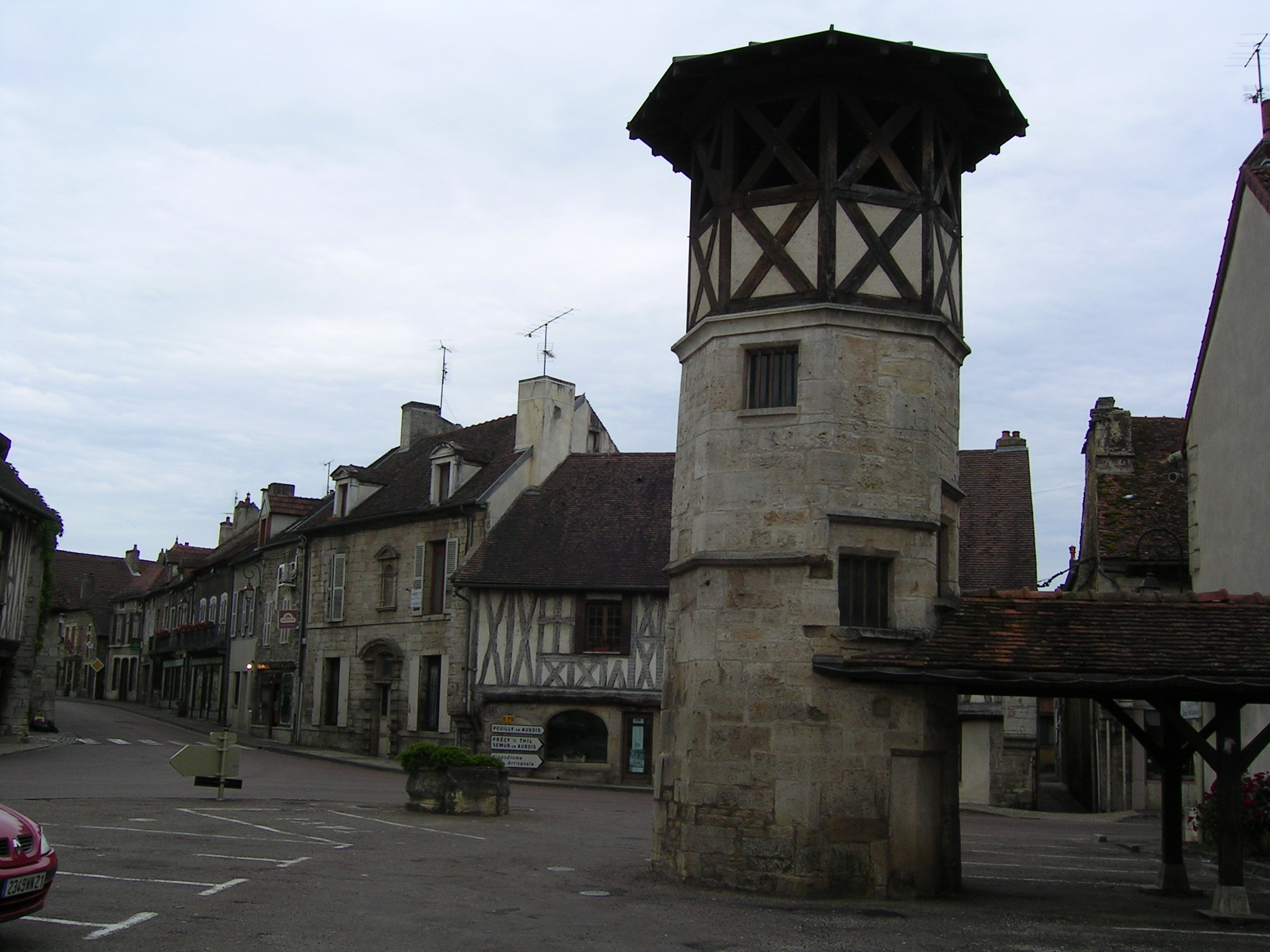
Centro histórico

| 973 | 1052 | 1077 | 1097 | 1064 | 1114 |
| Para los censos de 1962 a 1999 la población legal corresponde a la población sin duplicidades (Fuente: INSEE [Consultar]) |      |      |      |      |      |